# Isopropylbenzaldehyde
| keine Einstufung verfügbar |

| keine Einstufung verfügbar |

| Gefahrensymbol |

Die Isopropylbenzaldehyde bilden eine Stoffgruppe, die sich sowohl vom Benzaldehyd als auch vom Cumol (Isopropylbenzol) ableitet. Die Struktur besteht aus einem Benzolring mit angefügter Aldehyd- (–CHO) und Isopropylgruppe (–CH(CH3)2) als Substituenten. Durch deren unterschiedliche Anordnung ergeben sich drei Konstitutionsisomere mit der Summenformel C10H12O. Sie sind hauptsächlich als substituierte Benzaldehyde anzusehen. Der 4-Isopropylbenzaldehyd ist vor allem unter seinem Trivialnamen Cuminaldehyd bekannt. Es kommt als einziges in der Natur vor und zählt zu den Terpenen.